# П'ятихатки (Бериславський район)
П'ятиха́тки — село в Україні, у Борозенській сільській громаді Бериславського району Херсонської області. Населення становить 27 осіб - (2024).

## Населення

### Мовний склад
Рідна мова населення за даними перепису 2001 року:
| Мова       | Чисельність, осіб | Доля     |
| ---------- | ----------------- | -------- |
| Українська | 311               | 99,36 %  |
| Інше       | 2                 | 0,64 %   |
| Разом      | 313               | 100,00 % |

## Історія
12 червня 2020 року, відповідно до Розпорядження Кабінету Міністрів України від № 726-р «Про визначення адміністративних центрів та затвердження територій територіальних громад Херсонської області», увійшло до складу  Борозенської сільської громади.
19 липня 2020 року, в результаті адміністративно-територіальної реформи та ліквідації  Великоолександрівського району увійшло до складу Бериславського району.

## Російське вторгнення в Україну (з 2022)
У березні 2022 року, після окупації Херсону, російські війська продовжили наступ з боку тимчасово окупованого Криму, село було захоплене того ж місяця.
25 липня Збройні сили України знищили у П'ятихатках російський склад боєприпасів.
9 жовтня в ході контрнаступу Збройних сил України в Херсонській області було звільнено Нову Кам'янку, що неподалік від П'ятихаток. 21 жовтня на село відбулась невдала атака з боку українських військових, відомо про трьох полонених[джерело?]. 
10 листопада, у передостанній день херсонського контрнаступу, село П'ятихатки було остаточно визволено від російських окупантів.